# Gustavsvik, Västerås
Gustavsvik är en stadsdel och ett industriområde i Västerås. Området ligger runt Sjöhagsvägen och Djuphamnsvägen, sydöst om järnvägen (Mälarbanan). Området avgränsas av järnvägen, gränsen mot Lögarängens grönytor, Mälaren och Cisterngatan.
Området gränsar i norr till Stohagen, i öster till Lögarängen och i sydväst till Sjöhagen.
I Gustavsvik finns industrier, en sporthall: Klövernhallarna, ett hotell (Best Western Mälaren hotell) och ett affärsområde med en snabbmatsrestaurang.